# Steve Irwin
Stephen Robert Irwin (Melbourne, 22 de febrero de 1962-Batt Reef, Queensland, 4 de septiembre de 2006), más conocido como Steve Irwin y apodado El cazador de cocodrilos, fue un cuidador de zoológico, conservacionista y personalidad de la televisión australiana. Irwin alcanzó la fama mundial con la serie de televisión El cazador de cocodrilos (1995-2007).

## Biografía

### Primeros años de vida
Irwin nació en el vigésimo cumpleaños de su madre, hijo de Lyn y Bob Irwin, en Essendon, en la periferia de Melbourne, Victoria. Se mudó con sus padres cuando era niño a Queensland en 1970, en donde asistió a las escuelas Landsborough State School y Caloundra State High School. Irwin describía a su padre como un experto de la vida salvaje interesado en herpetología, mientras su madre Lyn era una rehabilitadora de la vida silvestre. Después de mudarse a Queensland, Bob y Lyn Irwin empezaron el pequeño Parque de Reptiles y Fauna de Queensland, en donde Steve creció rodeado de cocodrilos y otros reptiles.
Irwin se involucró en el parque de numerosas maneras, incluyendo alimentar a los animales todos los días, al igual que ocuparse de cuidar animales y actividades de mantenimiento. En su sexto cumpleaños le dieron una pitón amatista de doce pies. Empezó a manejar cocodrilos a la edad de 9 años, después de que su padre le hubiera enseñado sobre los reptiles desde una edad temprana. También a la edad de 9 años peleó con su primer cocodrilo, de nuevo bajo la supervisión de su padre. Trabajó como voluntario para el programa de Dirección de Cocodrilos de la Costa Este de Queensland y capturó alrededor de 100 cocodrilos, algunos de los cuales fueron reubicados, mientras que otros vivieron en el parque de la familia. Irwin se hizo cargo de la dirección del parque en 1991 y le cambió el nombre a Zoológico de Australia en 1992.

### Carrera

#### Matrimonio y familia

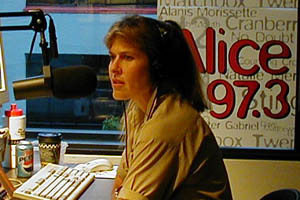
Terri Raines Irwin, la viuda de Steve Irwin

En 1991, Irwin conoció a Terri Raines, una ecologista estadounidense de Eugene, Oregón, quien estaba visitando las instalaciones de rehabilitación de vida salvaje en Australia y decidió visitar el zoológico. Según la pareja, fue amor a primera vista. Terri dijo en el momento "pensé que no había nadie así en ningún lugar del mundo. Sonaba como un Tarzán ecologista, el superhéroe más grande de la vida." Estuvieron comprometidos cuatro meses después y se casaron en Eugene el 4 de junio de 1992. Juntos tuvieron dos hijos: una hija, Bindi Sue Irwin (nacida el 24 de julio de 1998), y un hijo, Robert Clarence "Bob" (llamado en honor al padre de Irwin) Irwin (nacido el 1 de diciembre de 2003). Bindi Sue es un nombre compuesto en honor a dos de los animales favoritos de Steve Irwin: Bindi, una cocodrilo de agua salada y Sui, una staffordshire bull terrier que murió el 23 de junio de 2004. Irwin era un entusiasta de su familia, al igual que lo era de su trabajo. Una vez describió a su hija Bindi como "la razón (por la que él) fue puesto en la tierra". Su esposa una vez dijo "lo único que podía mantenerlo lejos de los animales que amaba, eran las personas a las que amaba aún más." Aunque los Irwin estaban felizmente casados, no usaban anillos de boda; creían que en el trabajo usar joyas podría ser un peligro para ellos o para los animales.

#### El cazador de cocodrilosy trabajo relacionado

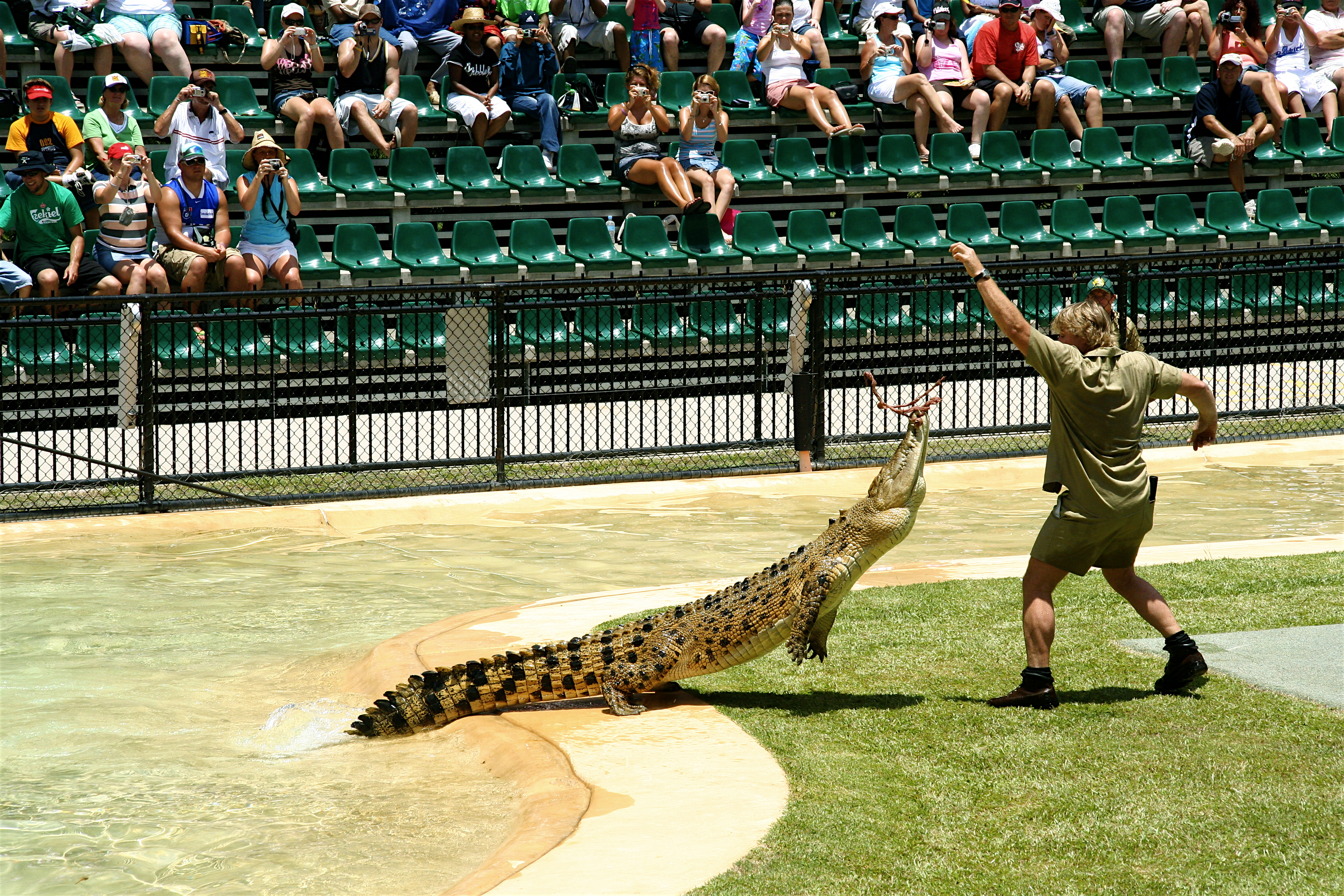
Irwin alimentando a un cocodrilo en el Zoológico de Australia

Steve y Terri pasaron su luna de miel atrapando cocodrilos juntos. El material grabado de su luna de miel, tomado por John Stainton, se convirtió en el primer episodio de El cazador de cocodrilos. La serie se estrenó en TV australiana en 1996, y llegó a la televisión norteamericana el siguiente año. El cazador de cocodrilos se volvió exitosa en los Estados Unidos y Gran Bretaña, y en alrededor de otros 130 países, llegando a 500 millones de televidentes. La manera eufórica y entusiasta de presentar de Irwin hizo popular el acento australiano, los shorts khaki típicos de él y su expresión "caray", se hizo conocida en todo el mundo. Sir David Attenborough elogió a Irwin por introducir a muchos al mundo natural, diciendo "Él les enseñó lo maravilloso y emocionante que es, era un comunicador nato".
El canal americano de satélite y cable Animal Planet finalizó El cazador de cocodrilos con un capítulo llamado "Las aventuras finales de Steve". El último episodio de El cazador de cocodrilos se extendió por tres horas con material de Irwin alrededor de todo el mundo, incluyendo el Himalaya, el río Yangtsé, Borneo y el Parque nacional Kruger. Irwin también protagonizó otros documentales de Animal Planet, incluyendo Croc Files, El diario del cazador de cocodrilos, y Veterinarios de nuevas razas. Durante una entrevista en enero de 2006 en The Tonight Show con Jay Leno, Irwin anunció que Discovery Kids haría un programa para su hija, Bindi Sue Irwin, un proyecto que vio la luz después de su muerte como la serie llamada Las aventuras de Bindi.

#### Otros trabajos en televisión y cine
En 1998, Irwin continuó trabajando con el director Mark Strickson para presentar Las diez serpientes más letales en el mundo. Apareció en varios episodios de The Tonight Show with Jay Leno. Un comercial de FedEx del 2000 con Irwin alegre ante la posibilidad de muerte por una mordida de serpiente y la noción fantasiosa de que FedEx lo hubiera podido salvar, si tan solo FedEx hubiera sido utilizado.
Bajo el liderazgo de Irwin, las operaciones incluyeron ampliar el zoológico, la serie de televisión, la "Steve Irwin Conservation Foundation", (después llamada Wildlife Warriors), y el Rescate Internacional de Cocodrilos. En las mejoras al Zoológico de Australia, se encuentra el Crocoseum de Animal Planet, el aviario de selva y el Templo del Tigre. Irwin mencionó que estaba considerando abrir un Zoológico de Australia en Las Vegas, Nevada, y posiblemente en otros lugares alrededor del mundo.
En 2001, Irwin apareció en un pequeño papel en la película de Eddie Murphy, Dr. Dolittle 2, en donde un caimán le dice a Dolittle que sabe que Irwin lo va a atrapar y está preparado para atacarlo, pero Dolittle falla en avisarle a Irwin a tiempo. El único papel protagónico de Irwin en una película fue en 2002 en The Crocodile Hunter: Collision Course, que tuvo reseñas mezcladas. En la película Irwin (quien actuó como sí mismo y realizó numerosas acrobacias) confunde a agentes de la CIA con cazadores. Se decide a detenerlos de capturar al cocodrilo, pero, sin saberlo el cocodrilo tragó un transmisor de seguimiento. La película ganó a la Mejor Largometraje de Familia en el Young Artist Awards. La película de produjo con un presupuesto de $12 millones, y recaudó $33 millones. Para promover la película, Irwin fue ofrecido en un corto animado producido por Animax Entertainment para Intermix.
En 2002, Irwin y su familia aparecieron en el video/DVD de los Wiggles llamado Wiggly Safari, que se filmó en el Zoológico de Australia y tuvo música y baile inspirados en la vida salvaje de Australia.

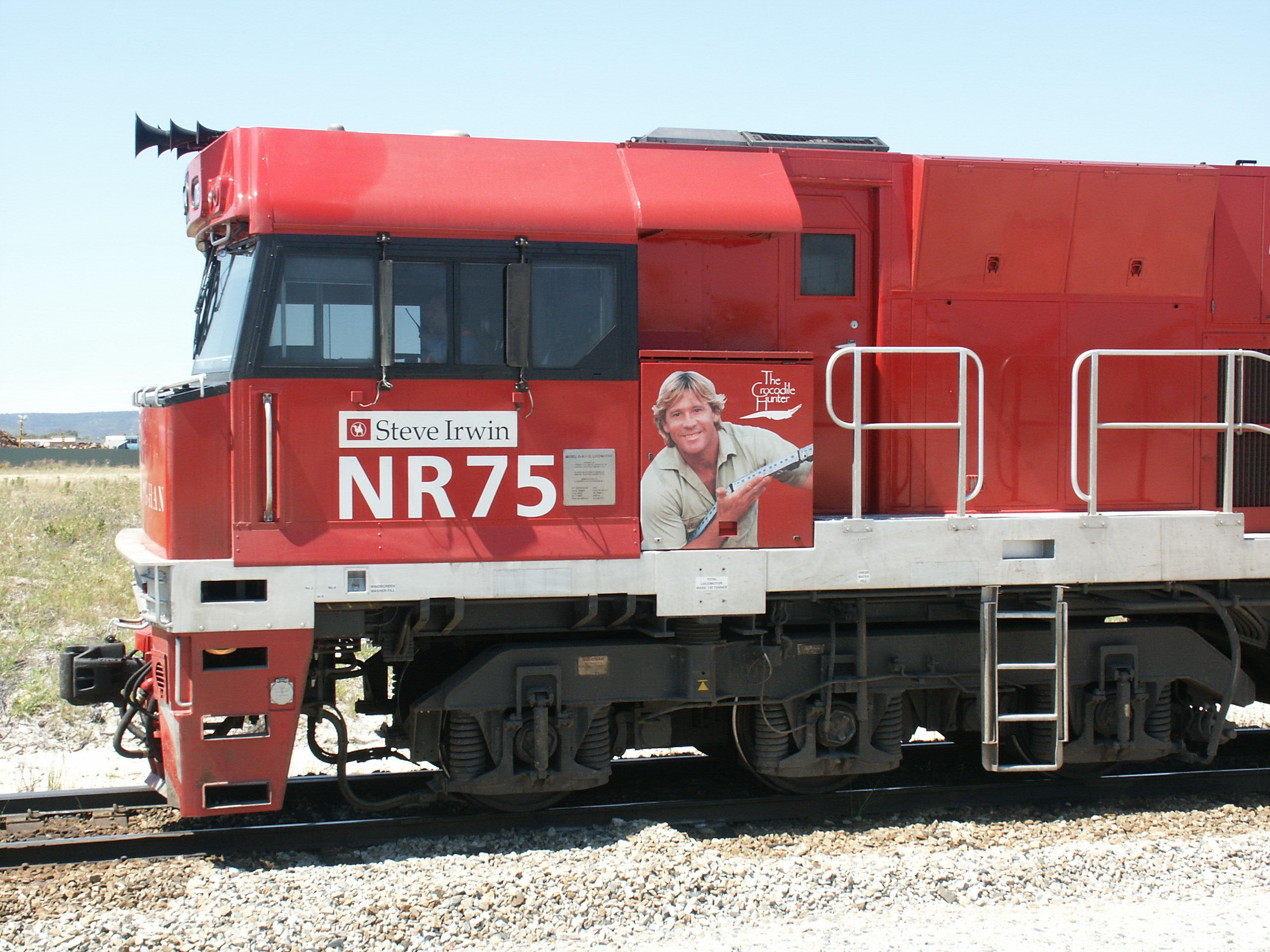
Locomotor del Pacific National NR75 llamado Steve Irwin

En 2003, Irwin presentó una campaña publicitaria para The Ghan, un tren de pasajeros que opera entre Adelaida, Alice Springs, y Darwin. Un locomotor Pacific National de clase NR fue nombrado Steve Irwin como parte de la campaña.
En 2005, Irwin proporcionó su voz para la película animada de 2006, Happy Feet, como un elefante marino llamado Trev. La película fue dedicada a Irwin, pues murió durante la posproducción. Otra, escena previamente incompleta, de Irwin proporcionando su voz a un albatros y básicamente actuando como él mismo, fue incluida en el DVD.

#### Campañas publicitarias
Irwin también estuvo involucrado en varias campañas publicitarias. Alegremente se unió con la Australian Quarantine and Inspection Service para promover los estrictos requisitos de cuarentena/aduanas de Australia, con anuncios y espectaculares con eslóganes como "¡La cuarentena importa! No juegues con ella". Sus pagos por estas campañas publicitarias fueron directamente a su fondo para la vida salvaje.
En 2004, Irwin fue nombrado embajador para The Ghan, el tren de pasajeros de Adelaida a Alice Springs en el interior de Australia central, cuando la línea se extendió hasta Darwin en la costa norte ese mismo año. Por un tiempo fue patrocinada por Toyota.
Irwin fue un patrocinador entusiasta para el turismo de Australia en general y el turismo de Queensland en particular. En 2002, el Zoológico de Australia fue votado como la atracción primaria de Queensland. Su enorme popularidad en los Estados Unidos significó que a menudo promovió a Australia como un destino turístico. Como parte de la celebración de la "Semana Australiana" en Estados Unidos en enero de 2006, Irwin apareció en Pauley Pavilion en UCLA en Los Ángeles, California.

#### Búsqueda y rescate en México
En noviembre de 2003, Irwin estaba filmando un documental sobre leones marinos en la costa de la península de Baja California, México cuando se enteró por su radio que dos buzos se habían extraviado en el área. Irwin y toda su tripulación suspendieron las operaciones para ayudar en la búsqueda. Los buzos de su equipo buscaron junto con los buzos de rescate, e Irwin utilizó su buque para patrullar el agua alrededor de la isla donde el incidente ocurrió, al igual que usar su sistema de comunicación satelital para llamar a un avión de rescate. En el segundo día de búsqueda, kayakistas encontraron a uno de los buzos, Scott Jones, sentado en el borde de una roca estrecha que sobresalía de un acantilado. Irwin y los miembros de su equipo lo escoltaron al bote de Irwin. Jones no reconoció a Irwin. La otra buzo perdida, Katie Vrooman, fue encontrada muerta por un avión de rescate después ese mismo día, cerca de la ubicación de Jones.

### Muerte
El 4 de septiembre de 2006, Irwin falleció al ser atacado por una raya a la edad de 44 años, mientras buceaba en Batt Reef (parte de la Gran Barrera de Coral) cerca de Port Douglas, Queensland. Estaba en el área filmando un documental, Ocean's Deadliest, y durante un periodo de mal tiempo, decidió filmar tomas en aguas poco profundas para el programa de su hija Bindi (Las Aventuras de Bindi). Irwin se acercó a una raya presuntamente de 2,5 metros de ancho en agua con profundidad a la altura del pecho desde atrás para poder filmarla nadando a distancia. Según el único testigo del ataque, el pez actuó ante Irwin como si un tiburón lo estuviera atacando, picándole varias veces en el cuerpo con la espina de la cola en pocos segundos. Irwin inicialmente creyó que solo tenía un pulmón perforado, pero la espina le perforó el corazón y se desangró. El comportamiento de la raya parecía ser una respuesta defensiva al sentirse encerrada. Miembros de la tripulación del bote de Irwin le administraron RCP y lo llevaron a la orilla, pero el personal médico lo declaró muerto en la escena.
La muerte de Irwin parece ser el único ataque fatal de una raya capturado en vídeo. Una copia del video fue revisada por la policía estatal de Queensland, pero finalmente todas las copias del vídeo fueron destruidas por deseo de la familia de Irwin. La producción de Ocean's Deadliest se completó, y fue transmitido en los Estados Unidos en Discovery Channel el 21 de enero de 2007. El documental se completó con material grabado semanas después del accidente y fue dedicado a Irwin, pero sin mencionar el accidente mortal.

#### Reacciones
Más información y noticias sobre la muerte de Irwin causaron reacciones alrededor del mundo. El primer ministro John Howard expresó "conmoción y angustia" por la muerte, diciendo que "Australia ha perdido un hijo maravilloso y colorido". El Premier Peter Beattie de Australia de ese entonces, dijo que Irwin sería "recordado no solo como un gran Queenslander, sino que además como un gran australiano". El parlamento federal australiano abrió el 5 de septiembre de 2006 con discursos de condolencia tanto por Howard y el Líder de Oposición, Kim Beazley. Se izaron banderas a medio mástil en el Sydney Harbour Bridge en honor a Irwin. En los días después de la muerte de Irwin, reacciones dominaron las redes australianas de noticias, programas de radio y cadenas de televisión. En los Estados Unidos, donde Irwin había aparecido en más de 200 programas de Discovery Networks, aparecieron tributos especiales en el canal de Animal Channel, al igual que en CNN y la mayoría de programas de entrevista en televisión. Miles de los seguidores de Irwin visitaron el Zoológico de Australia después de su muerte, mostrando su respeto y llevando flores, velas, animales de peluche y mensajes de apoyo.
En las semanas posteriores a la muerte de Irwin, al menos 10 rayas se encontraron muertas y mutiladas en las playas de Queensland, con las colas cortadas, levantando especulaciones de si fueron asesinadas como represalia por seguidores de Irwin, aunque según el presidente del servicio de información de pesca de Queensland, pescadores de pez luna, regularmente les cortan las colas a las rayas capturadas accidentalmente, para evitar ser picados. Michael Hornby, un amigo de Irwin y director ejecutivo de su fondo de Wildlife Warrior, condenó cualquier asesinato por venganza, diciendo que "Solo queremos dejar claro que no aceptaremos y no apoyamos a nadie que tome parte de retribución. Eso es lo último que Steve hubiera querido".

#### Funeral y servicios conmemorativos

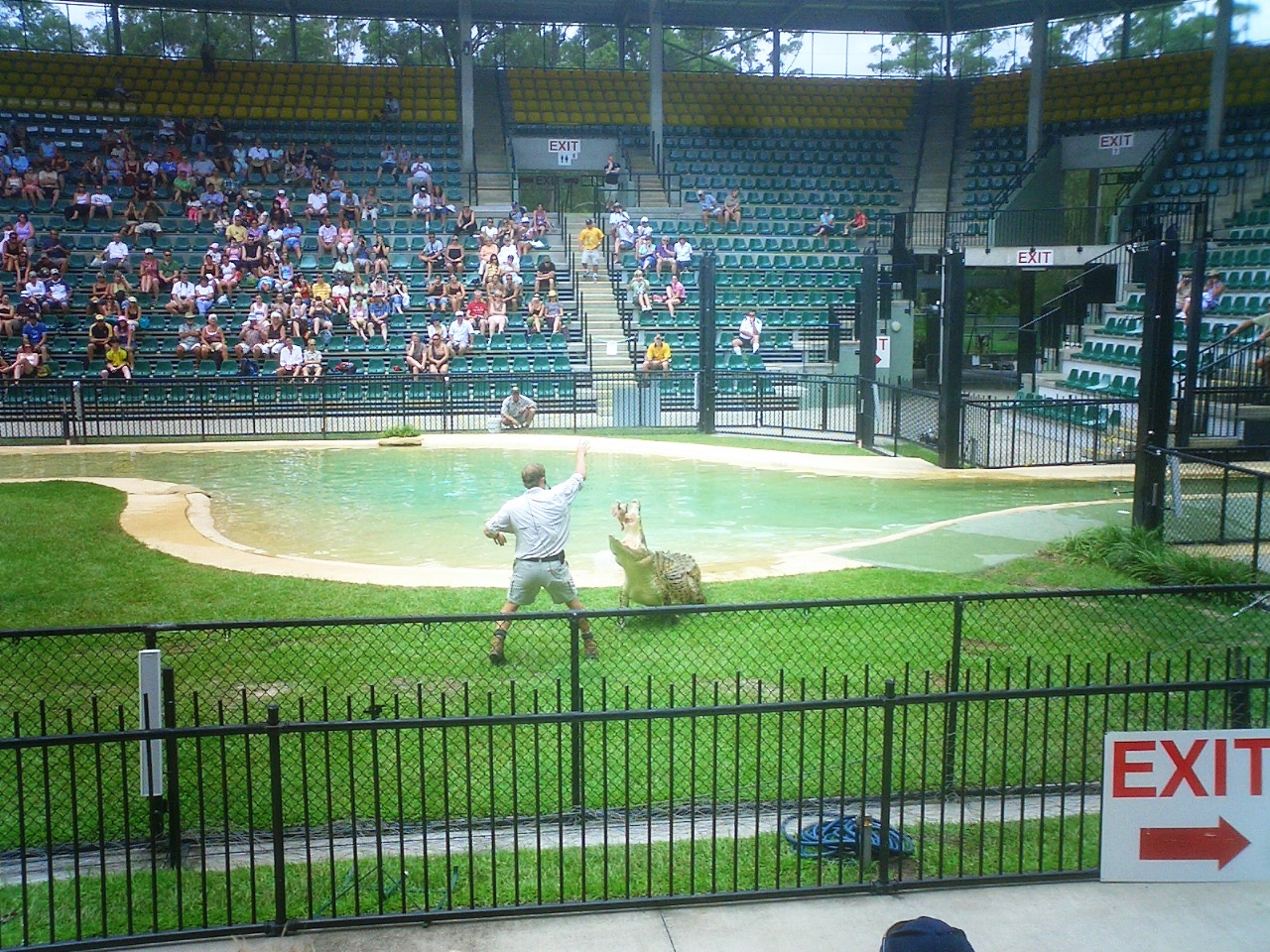
El "Crocoseum" en el Zoológico de Australia, donde se llevó a cabo el servicio conmemorativo de Steve Irwin

Familia y amigos de Irwin tuvieron un servicio funerario privado en Caloundra el 9 de septiembre de 2006. Irwin fue enterrado durante una ceremonia privada en el Zoológico de Australia más tarde ese mismo día; la tumba no está al acceso de los visitantes del zoológico. El primer ministro Howard y el Premier Beattie de Queensland ofrecieron organizar un funeral de estado, pero la familia de Irwin decidió que no sería apropiada y -en las palabras de su padre - él hubiera preferido ser recordado como un "tipo normal".
El 20 de septiembre, un servicio conmemorativo público, presentado por Russell Crowe, se celebró en el Crocoseum del Zoológico de Australia, con 5,500 plazas; este servicio se emitió en vivo en Australia, Estados Unidos, Gran Bretaña, Alemania y Asia, y se estima que tuvo 300 millones de televidentes en todo el mundo. El servicio conmemorativo incluyó observaciones por el primer ministro Howard; Bob el padre de Irwin y su hija Bindi; sus socios Wes Mannion y John Stainton; y celebridades de Australia y de todo el mundo. Anthony Field de The Wiggles presentó parte del servicio, a menudo mostrando imágenes de animales en la pantalla, desde koalas hasta elefantes. La estrella de música australiana John Williamson cantó "True Blue", que era la canción favorita de Irwin. En un final simbólico del servicio, la camioneta de Irwin se llenó con equipo y conducida afuera de la arena por última vez mientras Williamson cantaba. Como tributo final, el equipo del Zoológico de Australia deletreó la frase de Irwin "Crikey" con flores amarillas mientras la camioneta de Irwin era conducida afuera del Crocoseum por última vez para terminar el servicio.

## Honores
En 1997, durante un viaje de pesca en la costa de Queensland con su padre, Irwin descubrió una nueva especie de tortuga, Después tuvo el honor de nombrar la nueva especie, la llamó Irwin's turtle (Elseya irwini) en honor a su familia. Otro animal nuevo Australiano descubierto - una especie de caracol de tierra, snail, Crikey steveirwini, fue nombrado en honor a Irwin en 2009.
En 2001, Irwin recibió la Medalla Centenario por el gobierno Australiano por su "servicio a la conservación global y al turismo australiano". En 2004, fue reconocido como el Exportador Turístico del año. También estuvo nominado en 2004 para el Australiano del Año –un honor que fue ganado por el capitán australiano de cricket Steve Waugh. Poco tiempo antes de su muerte, Irwin fue nombrado profesor adjunto de la escuela de Biología Integrativa en la Universidad de Queensland. El 4 de noviembre de 2007, Irwin recibió el título póstumo de profesor adjunto.
En mayo de 2007, el gobierno de Ruanda anunció que nombraría a una cría de gorila en honor a Irwin como un tributo a su trabajo en la conservación de la vida salvaje. También en 2007, el gobierno del estado de Kerala, India nombró al Centro de Rehabilitación e Investigación de Cocodrilos, en el Santuario de Vida Salvaje de Neyyar en su honor; pero, Terri dijo que esta acción se había llevado a cabo sin su permiso y pidió al gobierno de Kerala en 2009 que dejara de usar el nombre de Irwin y sus imágenes –una petición que el gobierno del estado cumplió a mediados de 2009. El 22 de febrero de 2019, en conmemoración de su nacimiento, se vio homenajeado en un doodle de Google.

## Ecologismo
Irwin era un conservacionista apasionado y creía en promover el ecologismo compartiendo su entusiasmo por el mundo natural en vez de predicarle a la gente. Estaba preocupado con la conservación de los animales en peligro de extinción y la explotación de tierras que llevan a la pérdida de hábitats. Consideraba la conservación como la parte más importante de su trabajo: "Me considero un guerrero por la vida salvaje. Mi misión es salvar a las especies en peligro de extinción." Irwin compró "grandes extensiones de tierra" en Australia, Vanuatu, Fiyi y Estados Unidos, que él describía como "parques nacionales" y enfatizaba la importancia de que la gente se diera cuenta de la diferencia que pueden causar.
Irwin fundó "Steve Irwin Conservation Foundation", que se convirtió en una caridad independiente y más tarde fue renombrada como "Wildlife Warriors Worldwide". También ayudó a fundar la "International Crocodile Rescue", "Lyn Irwin Memorial Fund" (llamada en memoria de su madre, quien murió en un accidente automovilístico en 2000), y "Iron Bark Station Wildlife Rehabilitation Facility".
Irwin exhortó a la población a participar en el turismo considerado y no apoyar la caza furtiva ilegal a través de la compra de artículos como caparazones de tortuga o la sopa de aleta de tiburón.
Sir David Attenborough era una inspiración para Irwin, según su viuda. Al presentar un Lifetime Achievement Award a Attenborough después de la muerte de Irwin en el National Television Awards de Inglaterra el 31 de octubre de 2006, Terri Irwin dijo, "Si hay una persona que inspiró directamente a mi esposo es la persona a la que honramos esta noche... el amor verdadero de Steve era la conservación y la influencia de la persona que está siendo galardonada, en preservar el mundo natural ha sido inmensa." Respondió elogiando a Irwin por introducir a tantos al mundo natural, diciendo, "Les enseñó lo maravilloso y emocionante que era, era un comunicador nato."
Irwin, después de su muerte, fue descrito por Mark Townend, CEO de RSPCA Queensland, como un "Noé del mundo actual" El naturalista británico David Bellamy alabó sus habilidades como historiador naturalista e intérprete de multimedia. El ecologista canadiense David Suzuki hizo un tributo a Irwin, señalando que "la humanidad no protegerá a aquello que tememos o no entendemos. Steve Irwin nos ayudó a entender aquellas cosas que muchas personas pensaban que eran molestas en el mejor caso y un horror en el peor. Eso lo hizo un gran educador y conservacionista."
Después de su muerte, la embarcación, propiedad del grupo de acción medioambiental Sea Shepherd Conservation Society, fue renombrada. Poco antes de su muerte, Irwin había estado investigando unirse al viaje de 2007-2008 de Sea Shepherd a la Antártica para interrumpir la actividad ballenera australiana. Después de su muerte, la organización sugirió renombrar la embarcación y esta idea fue respaldada por Terri Irwin. Con respecto al barco y su nuevo nombre, Terri dijo, "Si Steve estuviera vivo, estaría a bordo con ellos".

## Actividades deportivas
Irwin amaba las competencias de artes marciales combinadas y entrenaba con Greg Jackson en el sistema de pelea/lucha de Gaidojutsu.
Como muchos australianos, era un seguidor entusiasta del cricket. Esto se vio durante su visita a Sri Lanka en donde jugó cricket con algunos niños locales y dijo "Me encanta el cricket" y "Es una lástima que tengamos que ir a atrapar serpientes ahora". Esto se vio durante el episodio "Islas de las serpientes" del Cazador de Cocodrilos.
Al crecer en Essendon, Irwin era un seguidor de los Essendon Bombers, un club del fútbol australiano en la Australian Football League. Irwin participó en una publicidad del club de fútbol australiano en Los Ángeles como parte de la Semana Australiana a principios de 2006. Después de su muerte, una foto de Irwin usando un Bombers Guernsey se mostró en ESPN.com en su clasificación de los 10 más bajos de la peor división de equipos de FBS de fútbol colegial después de la primera semana como tributo a él.
Ya que vivió en Queensland durante la mayoría de su vida, Irwin también era seguidor de la liga de rugby. Durante su adolescencia, jugó para los Caloundra Sharks como segundo remador, y como adulto era conocido por ser un seguidor apasionado de los Brisbane Broncos y estuvo involucrado con el club múltiples ocasiones. En una ocasión después de llegar hasta la formación, preguntó si podía taclear al jugador más grande, Shane Webcke. A pesar de ser lanzado hasta el piso y verse como si lo hubieran aplastado estaba feliz sobre la experiencia. Irwin riéndose compartió su experiencia con el escuadrón de Queensland State of Origin antes de la serie de 2006. Irwin también apoyaba la unión de rugby, siendo seguidor del equipo nacional, los Wallabies. Una vez usó un jersey durante una presentación en el zoológico. Un episodio detrás de escena del Cazador de Cocodrilos mostró a Irwin y su equipo encontrando una gasolinera en una parte apartado Namibia para ver a los Wallabies vencer a Francia en la final de la Copa Mundial de Rugby de 1999. Irwin también era un surfista talentoso.

## Controversias

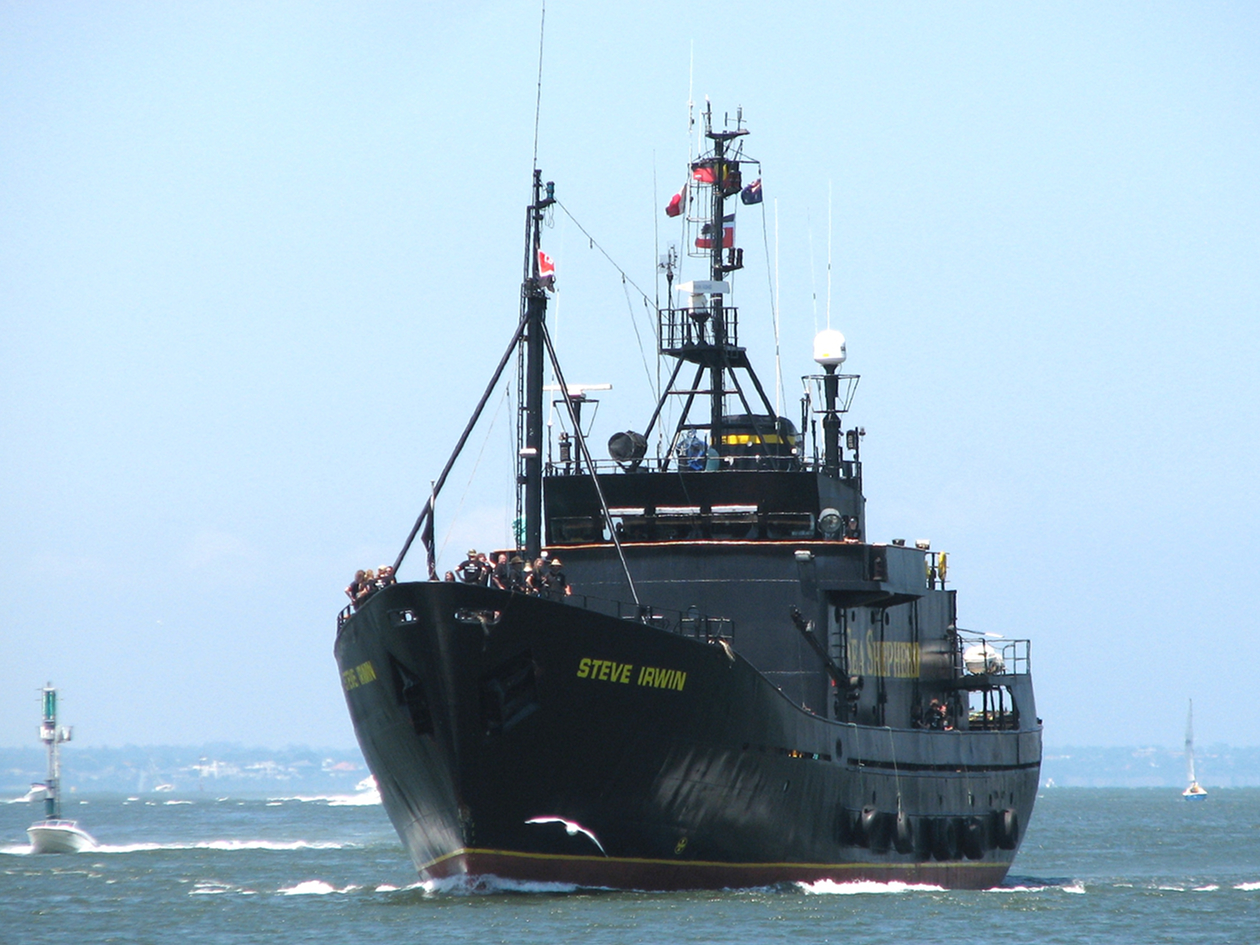
Llegando a Melbourne en febrero de 2006

Un incidente controvertido ocurrió durante un show público el 2 de enero de 2004, cuando Irwin cargó a su hijo de un mes, Robert, en su brazo mientras alimentaba con la mano una carnaza de pollo a Murray, un cocodrilo de agua salada de 3.8 m. El bebé estaba cerca del cocodrilo, y se hicieron comparaciones en la prensa con el incidente de Michael Jackson cuando asomó a su hijo de una ventana de un hotel alemán. Además, algunos grupos de bienestar infantil, grupos de derechos de los animales, y algunos de los televidentes de Irwin criticaron su acción como irresponsable y equivalente a abuso infantil. Irwin se disculpó en The Today Show, de la NBC. Tanto él como su esposa declararon públicamente que Irwin tenía control absoluto de la situación, ya que trataba con cocodrilos desde que él era un pequeño niño, y basado su experiencia de toda la vida ni él ni su hijo corrieron peligro. También mostró material grabado desde otro ángulo, demostrando que estaban mucho más lejos del cocodrilo de lo que parecía en el clip publicado. Terri Irwin dijo que su hijo no estuvo en más peligro que una persona aprendiendo a nadar. No se presentaron cargos; según un periodista, Irwin le dijo a los policías que la acción no se repetiría. El incidente incitó que el gobierno de Queensland cambiara sus leyes de manejo de cocodrilos, prohibiendo que niños y adultos sin entrenamiento entraran a recintos de cocodrilos.
En junio de 2004, se hicieron alegaciones de que alteraba la vida silvestre (como ballenas, focas y pingüinos) al filmar un documental, Ice Breaker, en Antártida. El caso se cerró sin presentar cargos.
Después de que surgieron preguntas en 2003 de que Irwin recibía $175.000 del dinero de los contribuyentes para aparecer en anuncios de televisión y sus posibles vínculos políticos, Irwin le dijo a la Australian Broadcasting Corporation (ABC) que él era un conservacionista y no elegía lados en la política. Sus comentarios describiendo al primer ministro Australiano John Howard como el "mejor líder en el mundo" le valieron el desprecio en los medios.
Irwin fue criticado por tener una visión poco sofisticada de la conservación en Australia que parecía más ligado al turismo que a los problemas de Australia. En respuesta a las preguntas sobre los problemas de Australia como el pastoreo excesivo, la salinidad y la erosión, Irwin respondió, "las vacas han estado en nuestra tierra durante tanto tiempo que Australia ha evolucionado para soportar a esos grandes animales". The Sydney Morning Herald concluyó con la opinión de que su mensaje era confuso y ascendió a "comer canguros y cocodrilos es malo para el turismo, y por lo tanto más cruel que comer otros animales".
La crítica de la carrera de Irwin después de su muerte vino de Dan Mathews, vicepresidente del grupo de derechos de los animales PETA. Comparando a Irwin con una "estrella de televisión barata", Mathews lo acusó de "antagonizar a animales salvajes asustados... un mensaje muy peligroso para enviar a los niños"; contrastó sus métodos con el comportamiento de "un conservacionista responsable como Jacques Cousteau", y dijo que no era "ninguna sorpresa en lo absoluto que Steve Irwin debiera morir provocando un animal peligroso." El hijo de Jacques Cousteau, Jean-Michel Cousteau, también productor de documentales sobre la vida salvaje, discrepó sobre la "muy, muy, espectacular y dramática manera de presentar cosas" de Irwin y afirmó que "uno no se mete con la naturaleza, uno solo la mira". El nieto de Jacques Cousteau y el sobrino de Jean-Michel, Philippe Cousteau hijo, por otro lado, llamó a Irwin "un individuo notable"; describiendo el proyecto Ocean's Deadliest (en la que trabajó junto a Irwin), dijo Philippe, "Creo que la razón por la que Steve estaba tan emocionado por ello es que estábamos buscando a estos animales que la gente piensa que, ya sabes, monstruos peligrosos y mortales, y no lo son. Todos ellos tienen un lugar importante en el medio ambiente y en el mundo. Y eso fue lo que todo su mensaje se trató."

## Eventos relacionados
El 1 de enero de 2007, Glass House Mountains Road, el camino que va por el Zoológico de Australia se renombró oficialmente como Steve Irwin Way.
El gobierno australiano anunció en julio de 2007 que 135,000 hectáreas de parque nacional iba a ser creada en el norte de Queensland y sería nombrada la Steve Irwin Wildlife Reserve.
Un asteroide descubierto en 2001 ha sido nombrado 57567 Crikey en honor a Irwin y a su frase.
La banda de Punk Rock brasileña Gentalha grabó en 2015 un tema en homenaje a Steve.

## Filmografía
| Año       | Película/programa de TV                | Papel    | Notas                               |
| --------- | -------------------------------------- | -------- | ----------------------------------- |
| 1997–2004 | El cazador de cocodrilos               | Él mismo |                                     |
| 1999–2000 | Croc Files                             | Él mismo |                                     |
| 2001      | Dr. Dolittle 2                         | Él mismo |                                     |
| 2001      | Steve Irwin's Ghosts of War            | Él mismo |                                     |
| 2002      | Mystery Hunters                        | Él mismo | Un episodio                         |
| 2002–2004 | Diario del Cazador de Cocodrilos       | Él mismo |                                     |
| 2002      | The Crocodile Hunter: Collision Course | Él mismo |                                     |
| 2005      | New Breed Vets with Steve Irwin        | Él mismo |                                     |
| 2006      | Steve Irwin's Great Escapes            | Él mismo |                                     |
| 2006      | 5 Takes: Pacific Rim                   | Él mismo | Un episodio                         |
| 2006      | Happy Feet                             | Trev     | Voz, publicado después de su muerte |
| 2007      | Ocean's Deadliest                      | Él mismo | Especial de TV, en su honor         |
| 2007–2008 | Las aventuras de Bindi                 | Él mismo | Programa de televisión              |